# Józef Szczepaniec
Józef Szczepaniec (ur. 11 marca 1928 w Trzcieńcu, zm. 18 maja 2003 we Wrocławiu) – polski polonista i bibliotekoznawca.

## Życiorys
Urodzony 11 marca 1928 r. w Trzcieńcu w powiecie mościskim województwa lwowskiego. W latach 1948–1952 studiował polonistykę na Uniwersytecie Wrocławskim, był stypendystą Zakładu Narodowego im. Ossolińskich.
Po studiach związany z Ossolineum do 1990 r. jako bibliotekarz (od 1954 r. dyplomowany), w 1968 r. został starszym kustoszem dyplomowanym. Doktoryzował się w 1962 roku, w 1978 r. uzyskał habilitację, a w 1981 r. został docentem. Kierownik Działu Starych Druków od 1959 do 1970 r., następnie wicedyrektor do 1981 roku. Na UWr prowadził zajęcia dydaktyczne z historii książki, a w 1990 r. został pracownikiem w Instytucie Bibliotekoznawstwa UWr.
Specjalizował się w historii literatury i kultury oraz historii dawnej książki, prasy i drukarstwa, głównie z XVIII wieku. Autor książek oraz ok. 200 artykułów naukowych. Wypracował metodę badawczą opartą na analizie typograficznej druków łączonej z badaniami archiwalnymi. Członek Polskiego Towarzystwa Badań nad Wiekiem Osiemnastym i prezes wrocławskiego oddziału Polskiego Towarzystwa Bibliologicznego (1989–1994).
Zmarł 18 maja 2003 r. we Wrocławiu i został pochowany na Cmentarzu Osobowickim we Wrocławiu.

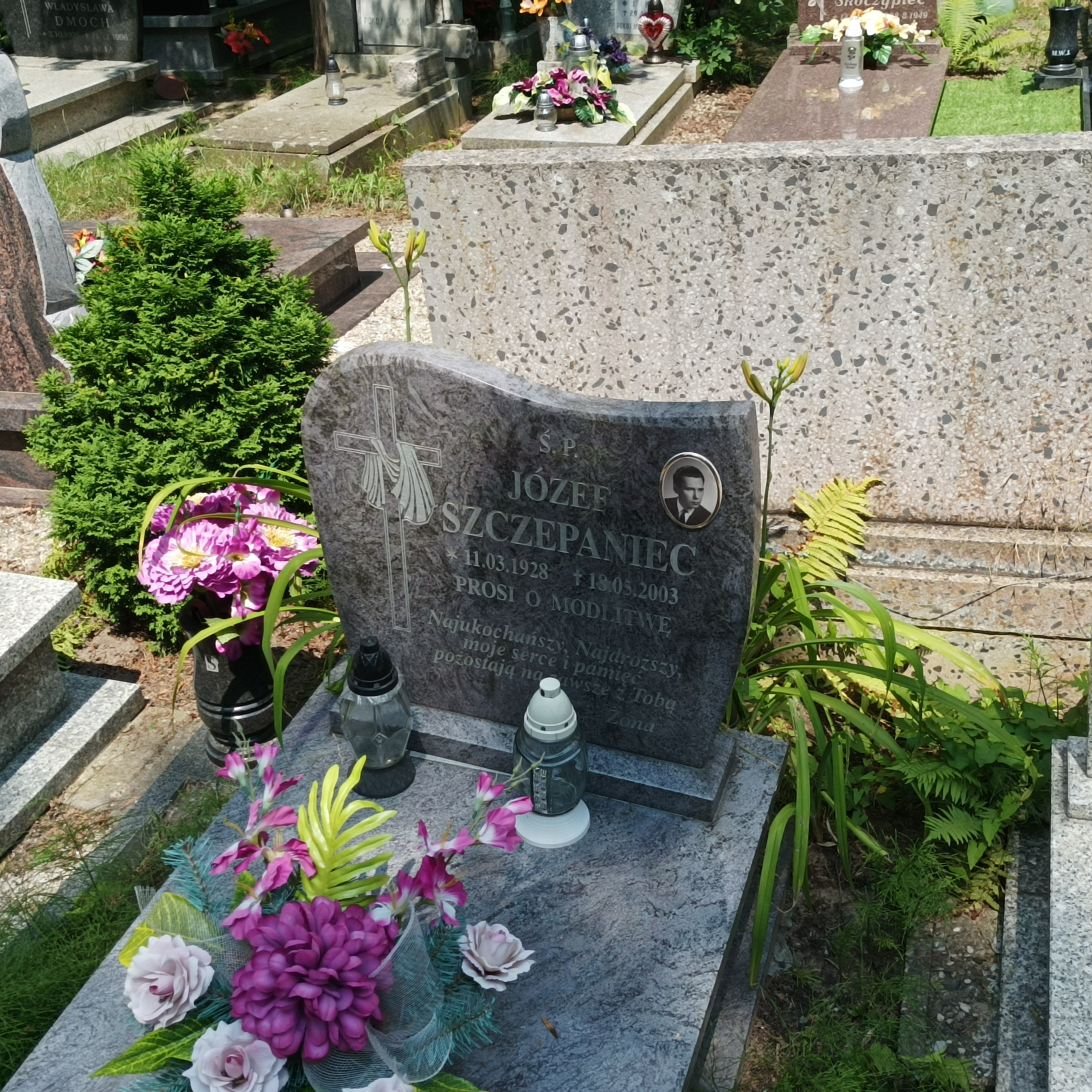
Grób Józefa Szczepańca na Cmentarzu Osobowickim we Wrocławiu

## Publikacje
- Drukarnia Wolna Jana Potockiego w Warszawie: 1788-1792, wyd. Uniwersytetu Wrocławskiego, 1998, ISBN 978-83-229-1874-6

## Odznaczenia[3]
- Złoty Krzyż Zasługi (1967 r.)
- Złota Odznaka Zakładu Narodowego im. Ossolińskich (1971 r.)